# Ten Sharp
Ten Sharp is een Nederlandse band bestaande uit Marcel Kapteijn (zang) en Niels Hermes (keyboard). De band werd in 1984 opgericht en scoorde het jaar erop bescheiden hits met  de nummers When the snow falls (door sommigen vergeleken met de Britse band Talk Talk) en Japanese lovesong. In 1991 had Ten Sharp internationaal succes met de hit You. Deze hit werd in Nederland nummer drie en heeft in Frankrijk, Denemarken, Noorwegen en Zweden op de eerste plaats van de hitparade gestaan.

## Achtergrond
Het album Under the Water-line werd goud (/platina) in Nederland, Duitsland, Frankrijk, Zwitserland, Zweden, Noorwegen en Finland. Van dit album kwamen ook de meer bescheiden hits als Ain't My Beating Heart en Rich man. In 1992 werd de band voor hun internationale succes onderscheiden met de Conamus Exportprijs. Op 10 februari 2004 verscheen Stay, het laatste album van Kapteijn en Hermes.
Ten Sharp is blijven optreden, maar brengt vrijwel geen nieuwe muziek meer uit. Uitzondering is het nummer Maybe dat in 2016 tot stand kwam in het programma Ali B op volle toeren in ruil voor een Nederlandstalige bewerking van You door rapper Cho. Opmerkelijk was dat de band mocht optreden tijdens de Slavjanski Bazaar, een groot festival in Wit-Rusland waar normaal alleen bekende Oost-Europese artiesten voor worden uitgenodigd. Eind 2023 brachten zij Elke Dag uit, hun eerste Nederlandstalige single. Voor de buitenlandse markt werd dit omgetoverd tot Every Day. Voor beide nummers werden ook videoclips opgenomen.

## Discografie

### Albums
| Album met eventuele hitnotering(en) in de Nederlandse Album Top 100 | Datum van verschijnen | Datum van binnenkomst | Hoogste positie | Aantal weken | Opmerkingen   |
| ------------------------------------------------------------------- | --------------------- | --------------------- | --------------- | ------------ | ------------- |
| Under the water-line                                                | 1991                  | 13-04-1991            | 8               | 37           |               |
| The fire inside                                                     | 1993                  | 05-06-1993            | 15              | 14           |               |
| Shop of memories                                                    | 1995                  | 25-02-1995            | 31              | 12           |               |
| Roots live                                                          | 1996                  | 02-11-1996            | 72              | 4            | Livealbum     |
| Everything & more - The best of Ten Sharp                           | 2000                  | 13-05-2000            | 41              | 5            | Verzamelalbum |
| Stay                                                                | 2003                  | 01-03-2003            | 77              | 2            |               |
| Something & More                                                    | 2019                  |                       |                 |              | online only   |

### Singles
| Single met eventuele hitnotering(en) in de Nederlandse Top 40 | Datum van verschijnen | Datum van binnenkomst | Hoogste positie | Aantal weken | Opmerkingen                                           |
| ------------------------------------------------------------- | --------------------- | --------------------- | --------------- | ------------ | ----------------------------------------------------- |
| When the snow falls                                           | 1985                  | 26-01-1985            | tip4            | -            | #50 in de Nationale Hitparade                         |
| Japanese lovesong                                             | 1985                  | 17-08-1985            | 30              | 4            | #39 in de Nationale Hitparade / #37 in de TROS Top 50 |
| Last words                                                    | 1986                  | 15-03-1986            | tip10           | -            |                                                       |
| Way of the west                                               | 1987                  | -                     |                 |              |                                                       |
| You                                                           | 1991                  | 06-04-1991            | 3               | 11           | #3 in de Nationale Top 100                            |
| Ain't my beating heart                                        | 1991                  | 06-07-1991            | 32              | 3            | #27 in de Nationale Top 100                           |
| When the spirit slips away                                    | 1991                  | -                     |                 |              | #84 in de Nationale Top 100                           |
| When the snow falls                                           | 1991                  | -                     |                 |              |                                                       |
| Rich man                                                      | 1992                  | 11-04-1992            | 16              | 7            | #19 in de Nationale Top 100                           |
| Dreamhome (Dream on)                                          | 1993                  | 29-05-1993            | 25              | 4            | #24 in de Mega Top 50                                 |
| Lines on your face                                            | 1993                  | -                     |                 |              |                                                       |
| Rumours in the city                                           | 1994                  | 19-02-1994            | tip5            | -            | #33 in de Mega Top 50                                 |
| After all the love has gone                                   | 1994                  | 14-01-1995            | tip19           | -            |                                                       |
| Feel my love                                                  | 1995                  | -                     |                 |              |                                                       |
| Shop of memories                                              | 1995                  | -                     |                 |              |                                                       |
| Whenever I fall                                               | 1996                  | -                     |                 |              |                                                       |
| Old town                                                      | 1996                  | -                     |                 |              |                                                       |
| Howzat                                                        | 1997                  | -                     |                 |              |                                                       |
| Harvest for the world                                         | 1997                  | -                     |                 |              |                                                       |
| Beautiful                                                     | 2000                  | -                     |                 |              | #85 in de Mega Top 100                                |
| Everything                                                    | 2000                  | -                     |                 |              |                                                       |
| One love                                                      | 2003                  | -                     |                 |              |                                                       |
| Maybe                                                         | 2016                  | -                     |                 |              |                                                       |

| Single met hitnotering(en) in de Vlaamse Ultratop 50 | Datum van verschijnen | Datum van binnenkomst | Hoogste positie | Aantal weken | Opmerkingen              |
| ---------------------------------------------------- | --------------------- | --------------------- | --------------- | ------------ | ------------------------ |
| You                                                  | 1991                  | -                     |                 |              | #10 in de Radio 2 Top 30 |
| Rich man                                             | 1992                  | -                     |                 |              | #22 in de Radio 2 Top 30 |

### NPO Radio 2 Top 2000
| Nummer met noteringen in de NPO Radio 2 Top 2000 | '99 | '00 | '01 | '02 | '03 | '04 | '05 | '06 | '07 | '08 | '09 | '10 | '11 | '12 | '13 | '14 | '15 | '16 | '17 | '18 | '19 | '20 | '21  | '22 | '23 | '24 |
| ------------------------------------------------ | --- | --- | --- | --- | --- | --- | --- | --- | --- | --- | --- | --- | --- | --- | --- | --- | --- | --- | --- | --- | --- | --- | ---- | --- | --- | --- |
| You                                              | 180 | 331 | 320 | 276 | 229 | 364 | 422 | 447 | 493 | 390 | 485 | 519 | 589 | 809 | 767 | 732 | 717 | 694 | 724 | 955 | 905 | 972 | 1007 | 913 | 881 | 919 |

1. ↑  Een vetgedrukt getal geeft de hoogste notering aan.